# أندراش باتوري
أندراش باتوري (الرابع) من إتشيد (بالمجرية: Ecsedi Báthori (IV.) András) (تاريخ الميلاد غير معروف – تُوفي عام 1534م) نبيل مجري وشخصية سياسية ورجل دولة في فترة تدهور المملكة المجرية. شغل منصب رئيس الخزانة الملكية (tárnokmester) في مملكة المجر بين عامي 1527م–1534م،  كما تولى منصب الحاكم الأعلى لإقليمي "سَطْمَار" (Szatmár) و"سابولتش" (Szabolcs)،  وكان قائداً للقوات القادمة من منطقة نيرشيد (Nyírség) خلال معركة موهاكس 1526م. 

## حياته

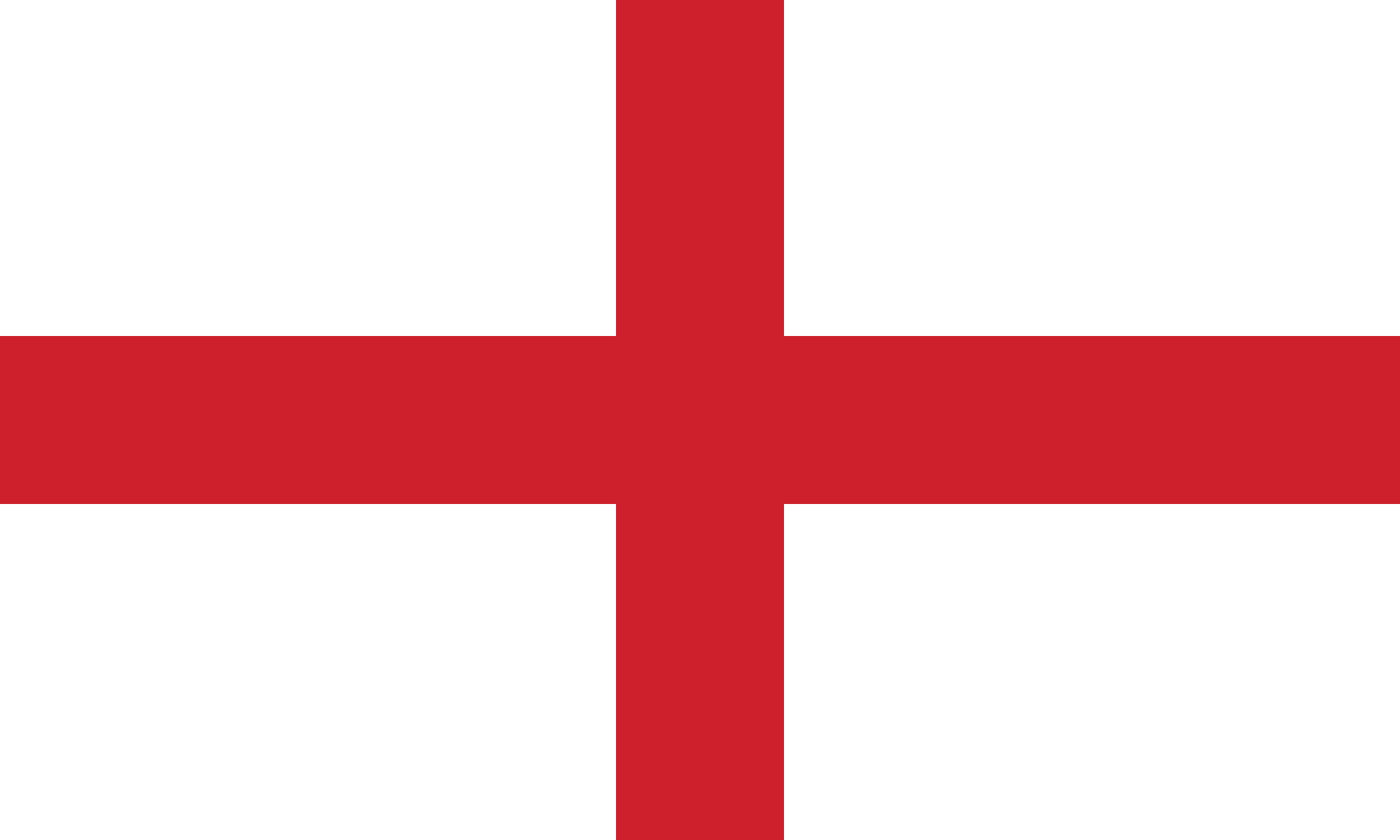
راية الحملة الصليبية في معركة ڤارنا 1444م:
"صليب القديس جرجس"، حملها النبيل المجري «أسطفان باثوري الثالث» والد «أندراش باثوري الرابع».

ينحدر من عائلة باتوري العريقة والمرموقة من فرع باتوري-إتشيد (Ecséd)، وهو ابن أندراش باتوري (بالمجرية: ecsedi Báthori András) الخادم الملكي للخيول والمتوفى سنة 1495م،  ووالدته جوليانا دراغفي من بيلتيك (بالمجرية: bélteki Drágfi Julianna) المتوفاة بعد عام 1500م هي الزوجة الثالثة لأبيه.
وهو حفيد القاضي الأعلى أسطفان باتوري (الثالث) من إتشيد (بالمجرية: ecsedi Báthori István) الذي كان يحمل راية الحملة الصليبية في معركة ڤارنا 1444م ضد الدولة العثمانية وقُتل فيها. وزوجته الثالثة هي بوربالا بوثكاي (بالمجرية: Buthkai Borbála). 
شغل منصب "إسپان" (حاكم) مقاطعة سَطْمَار عام 1503م، ثم منصب "إسپان" سزابولكس (بالمجرية: szabolcsi ispán) من فبراير 1511م إلى 1519م حين انتزعه الملك منه ومنح المنصب لميهالي ڤارداي (بالمجرية: Várdai Mihálynak)، وفي المقابل، عينه بانًا (حاكماً) لقلعة ناندورفيهيرڤار (بلغراد).
ولكن ميهالي ڤارداي لم يشغل هذا المنصب أو أنه شغله لفترة قصيرة جدًا، لأن هذا المنصب قد شغله بالفعل أسطفان الثامن باتوري من سومليو في 22 أكتوبر 1520م.
في عام 1521م، حصل على منصب أمين الخزانة الملكي.
وفي عام 1522م تولى أندراش باتوري "إسپان" إدارة مقاطعة سوموج وأصبح الحاكم الوحيد لها. ثم بين عاميّ 1523م-1524م شغل نفس المنصب بالتشارك مع أسطفان الثامن باتوري من سومليو (بالمجرية: Somlyó) في إدارة نفس المقاطعة.
منصب "إسپان" (ispán) هو منصب تاريخي من العصور الوسطى في المجر، وكان يشير إلى حاكم مقاطعة أو منطقة معينة. كان "الإسپان" يمثلون السلطة المحلية ويُديرون شؤون المقاطعة أو الإقليم، ويتخذون القرارات الإدارية والمالية وكان لهم أيضًا دور في حفظ النظام وتطبيق العدالة.
بعد هزيمة الجيش المجري في معركة موهاكس 1526م، دعم ترشيح يوحنا زاپولياي في المجمعات الحكومية في توكاي وشارك في حكومة يوحنا زاپولياي بصفته أمين الخزانة (tárnokmester)، وحصل على منحة أرض من الملك يوحنا زاپولياي ملك المجر.
ومع ذلك، في عام 1527م، بعد هزيمة زاپولياي على يد النمساويين، انتقل إلى جانب فرديناند الأول هابسبورغ، فعينه أمينًا عامًا للمال الملكي واستمر في المنصب حتى وفاته.
في عام 1528م، أصبح مستشارًا ملكيًا. وفي وقت لاحق حصل على بعض ممتلكات يوحنا زاپولياي لنفسه من خلال الإمبراطور فرديناند الأول هابسبورغ، مع إخوته: بالاطين المجر أسطفان باتوري (بالمجرية: Báthori István)‏، وقائد الفرسان: جرجس باتوري (بالمجرية: Báthori György)‏.

## أسرته
تزوج من كاتالينا من عائلة روزغاني النبيلة في عام 1513م.

## وفاته
توفي أندراش باتوري (الرابع) من إتشيد في عام 1534م.